# 錫基西克
錫基西克（西班牙語：Siquisique），是委內瑞拉的城鎮，位於該國西部拉臘州，是烏達內塔市的首府，始建於1620年，海拔高度290米，面積3,623平方公里。